# فرودگاه اوی سوکویلا
فرودگاه اوی سوکویلا (به انگلیسی: Avi Suquilla Airport) یک فرودگاه همگانی بهره‌برداری هوایی است که یک باند فرود آسفالت دارد و طول باند آن ۱۴۵۷ متر است. این فرودگاه در شهر پارکر، آریزونا کشور ایالات متحده آمریکا قرار دارد و در ارتفاع ۱۳۸ متری از سطح دریا واقع شده‌است.